# Formicarius colma
Il tordo formichiero caporossiccio o formicario caporossiccio (Formicarius colma Boddaert, 1783) è un uccello passeriforme della famiglia Formicariidae.

## Etimologia
Il nome scientifico della specie, colma, deriva dal latino collum, "collo", in riferimento alla livrea di questi uccelli.

## Descrizione

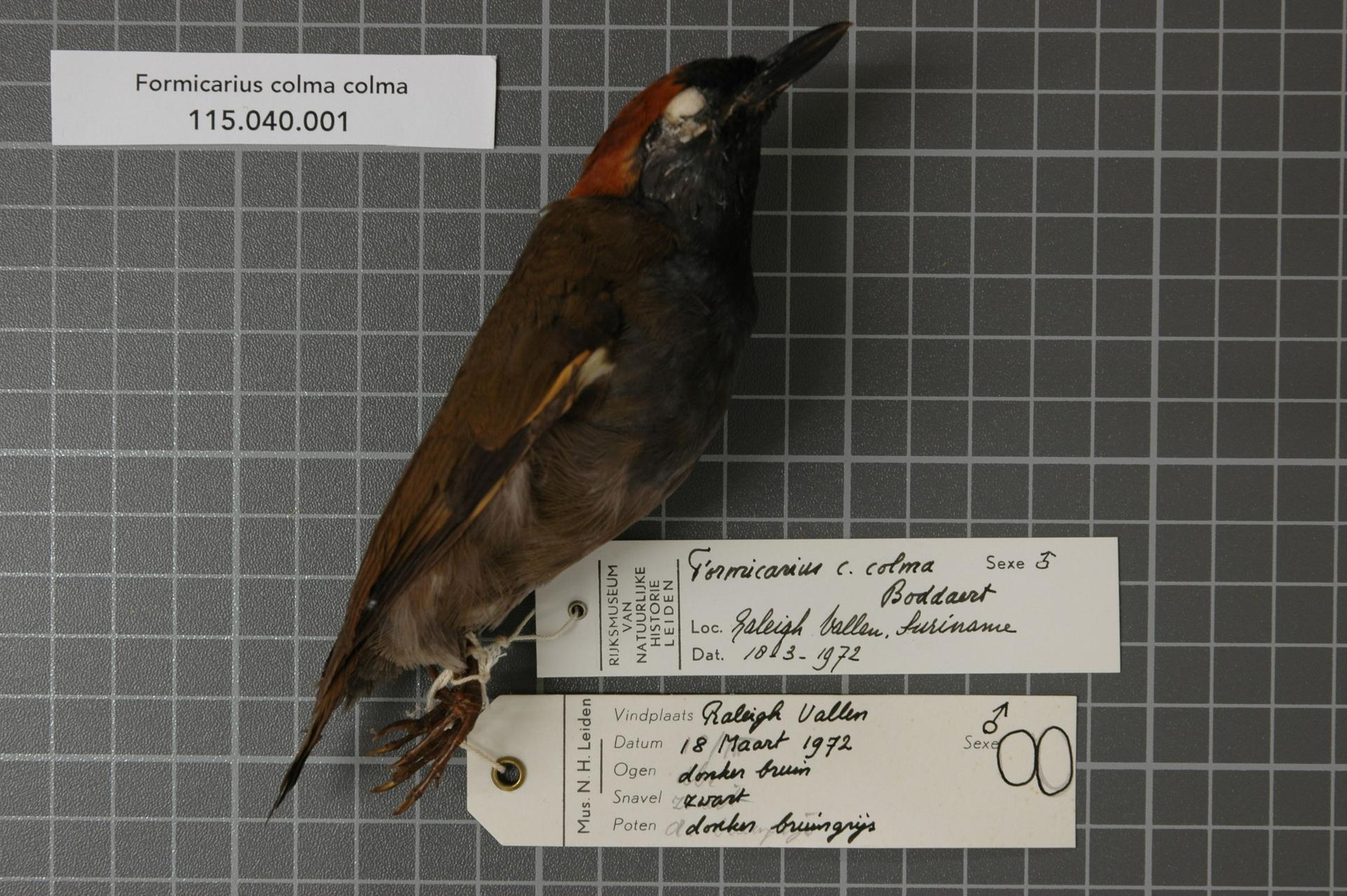
Veduta laterale di maschio impagliato.

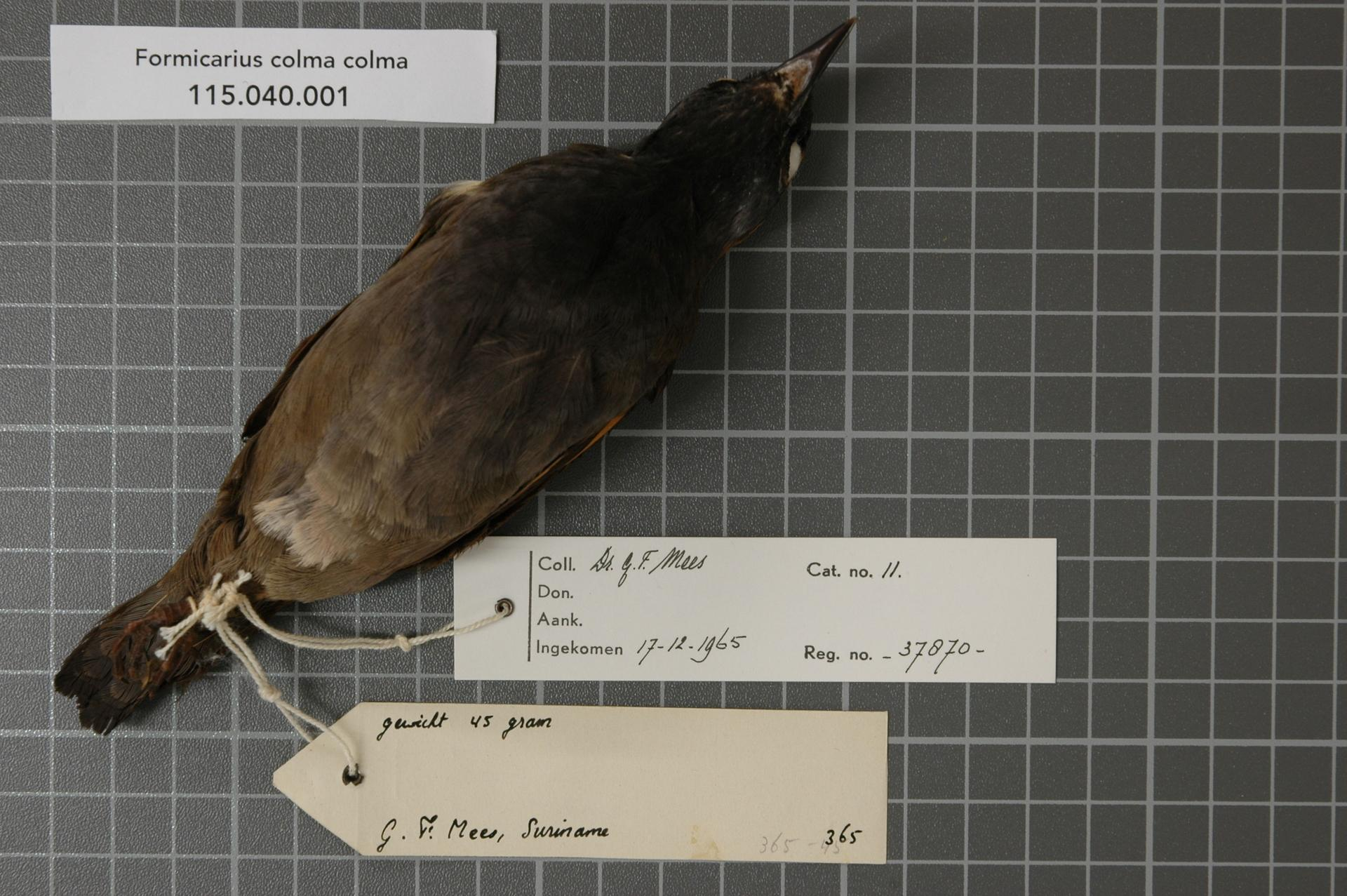
Veduta ventrale di maschio impagliato.

### Dimensioni
Misura 18 cm di lunghezza, per 38-49 g di peso: caso raro fra i passeriformi, a parità d'età le femmine sono lievemente più grosse e pesanti rispetto ai maschi.

### Aspetto
Si tratta di uccelletti dall'aspetto massiccio e paffuto, muniti di testa di forma ovale e allungata munita di becco lungo, sottile e appuntito, collo corto e sottile, ali arrotondate, coda corta e squadrata e zampe allungate e robuste.
Il piumaggio è dominato dalle tonalità del bruno scuro, più scuro su dorso e ali e ancor di più su coda, testa, gola e petto, dove tende al nero: fronte, vertice e nuca sono di colore arancio-ruggine, caratteristica questa che frutta alla specie il nome comune, mentre il basso ventre ed il sottocoda tendono al biancastro. Una piccola area arancione è presente inoltre nella zona dell'alula.
Nella specie è presente dimorfismo sessuale: le femmine, infatti, presentano colorazione più smorta ed estensione assai minore del rossiccio cefalico rispetto ai maschi.
Il becco e le zampe sono di colore nero, il primo con punta ed area carnosa basale di color avorio: gli occhi sono invece di colore bruno scuro.

## Biologia

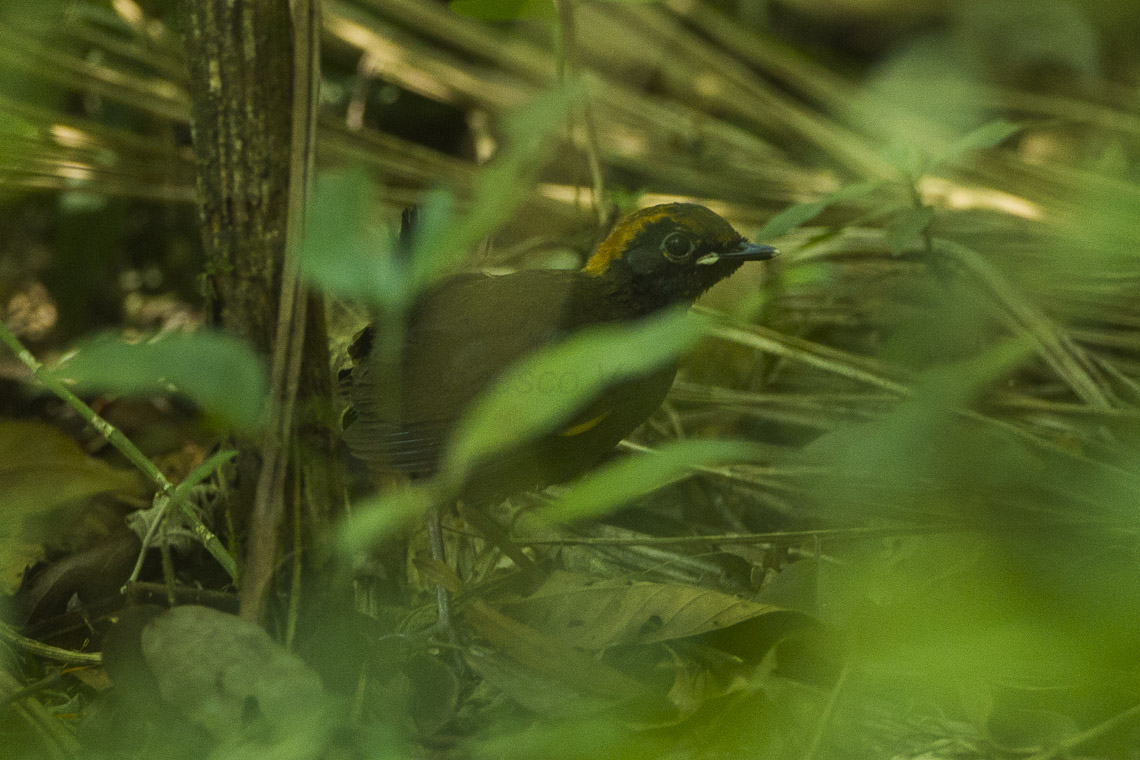
Esemplare nella vegetazione in natura.

Si tratta di uccelletti schivi e riservati, che vivono da soli o in coppie, passando gran parte della giornata alla ricerca di cibo, mantenendosi principalmente al suolo o a poca distanza da esso, pronti a rifugiarsi nel folto della vegetazione al minimo rumore sospetto.
Il richiamo del tordo formichiero caporossiccio, lungo 4-6 secondi, è costituito da una rapida serie (fino a 14 note al secondo) di acuti trilli fischianti, che tendono ad avere tonalità più alta all'inizio e alla fine ed a scendere di tono nella parte centrale del richiamo.

### Alimentazione
Questi animali presentano dieta principalmente insettivora, cibandosi perlopiù di piccoli insetti come locuste e tettigonidi, ma predando anche le formiche.

### Riproduzione
L'osservazione di giovani appena involati in novembre, maggio e ottobre farebbe pensare a una stagione riproduttiva prolungata o comprendente l'intero arco dell'anno a patto che vi sia sufficiente disponibilità di cibo: sebbene rimangano largamente sconosciute le modalità riproduttive di questa specie, si ritiene che l'evento riproduttivo non differisca significativamente, per modalità e tempistica, da quanto osservabile fra le specie congeneri.

## Distribuzione e habitat

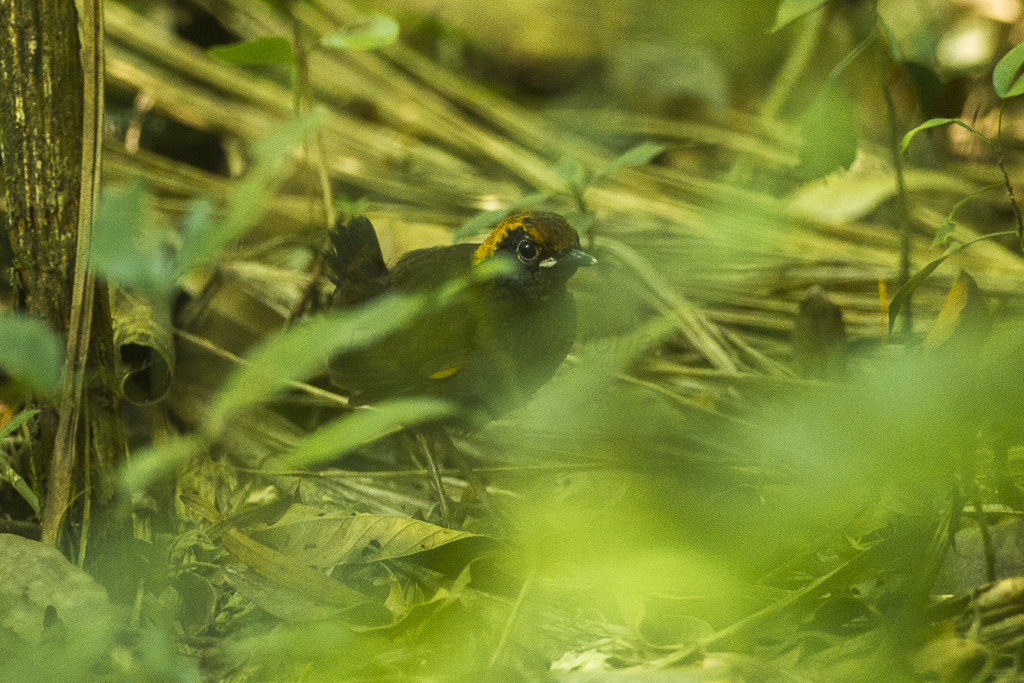
Esemplare nel San Paolo.

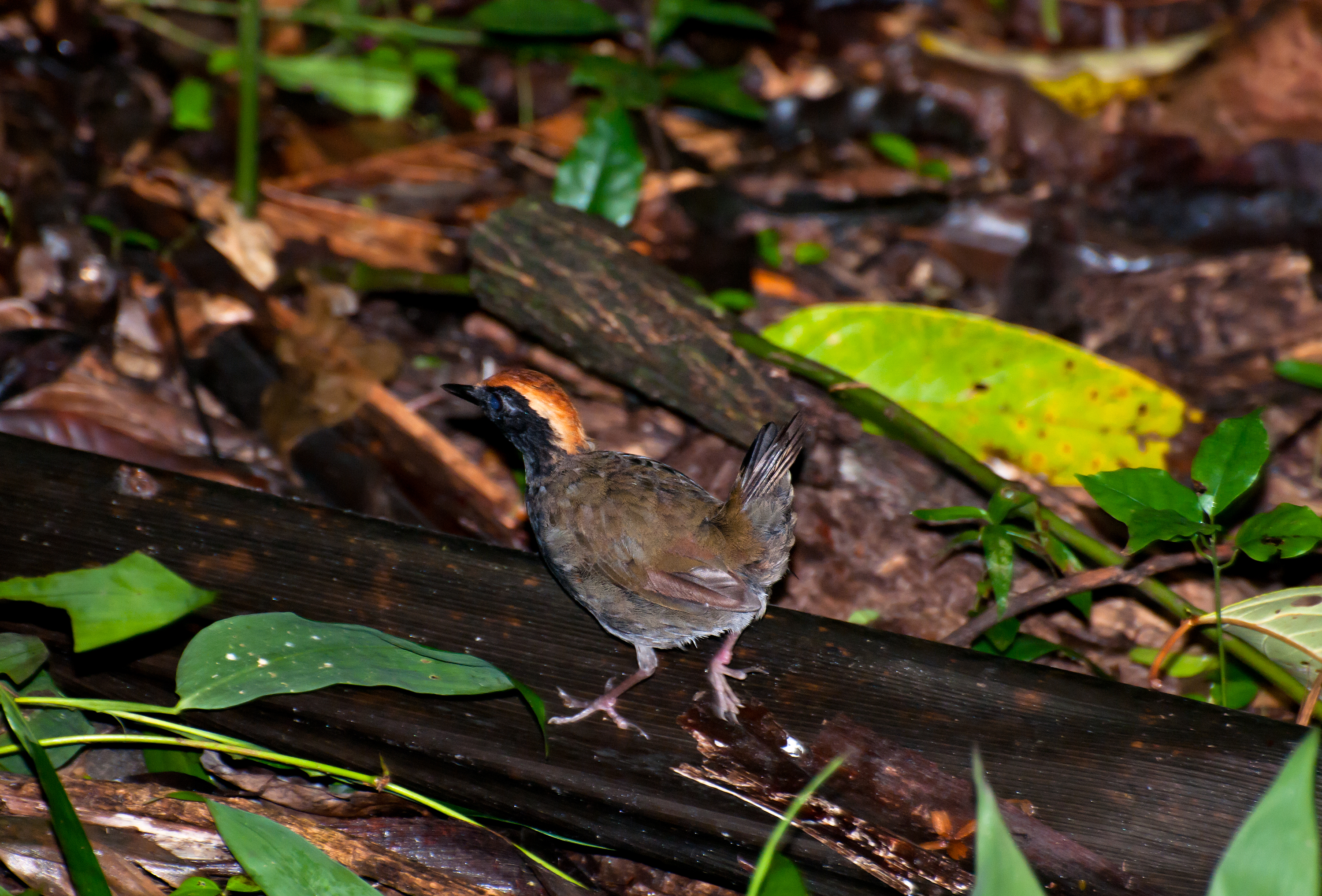
Maschio a Registro.

Il tordo formichiero caporossiccio è diffuso in America meridionale, occupando un areale che si estende dalle pendici orientali delle Ande dalla Colombia sud-orientale (dipartimento di Vaupés) al nord-ovest della Bolivia (a sud fino a La Paz) e ad est fino alla costa settentrionale del Maranhão, attraverso gran parte del bacino amazzonico, dell'alto corso dell'Orinoco e della Guiana: una popolazione isolata popola il sud-est del Brasile, occupando la fascia costiera di mata atlantica dal Pernambuco al Rio Grande do Sul.
L'habitat di questi uccelli è rappresentato dalla foresta pluviale tropicale, sia primaria che secondaria (purché ben matura), privilegiando le aree ombrose con presenza di denso sottobosco e folta vegetazione e tendendo a evitare le aree di foresta alluvionale.

## Tassonomia
Se ne riconoscono quattro sottospecie:
- Formicarius colma colma Boddaert, 1783 - la sottospecie nominale, diffusa nella porzione settentrionale dell'areale occupato dalla specie, a nord del Rio delle Amazzoni;
- Formicarius colma nigrifrons Gould, 1855 - diffusa dall'Ecuador orientale alle sponde occidentali del Rio Madeira;
- Formicarius colma amazonicus Hellmayr, 1902 - diffusa da Ji-Paraná al Mato Grosso meridionale ed al nord del Maranhão;
- Formicarius colma ruficeps (Spix, 1824) - diffusa nella porzione sud-orientale dell'areale occupato dalla specie;